# Logarytm całkowy
]

Wykres funkcji li(x) w zakresie [1,01; 25

Logarytm całkowy – funkcja rzeczywista określona wzorem:
{\displaystyle \mathrm {li} \,x=\int \limits _{0}^{x}{\frac {\mathrm {d} t}{\ln |t|}}=\ln {|\ln {|x|}|}+\sum _{k=1}^{\infty }{\frac {(\ln {|x|)^{k}}}{k\cdot k!}}.}
Całka określająca funkcję jest całką przestępną – nie daje się wyrazić w postaci złożenia skończenie wielu funkcji elementarnych.
Gdy {\displaystyle x>1,} całka w punkcie {\displaystyle t=1} jest rozbieżna. W tym przypadku przez {\displaystyle \mathrm {li} \,x} należy rozumieć wartość główną całki niewłaściwej.
W teorii liczb częściej używa się funkcji {\displaystyle \mathrm {Li} \,(x)} zdefiniowanej następująco:
{\displaystyle \mathrm {Li} (x)=\int \limits _{2}^{x}{\frac {\mathrm {d} t}{\ln |t|}}}
i nazywanej resztą logarytmu całkowego.
Logarytm całkowy jest związany z funkcją całkowo-wykładniczą zależnością:
{\displaystyle \mathrm {li} \,x=\mathrm {ei} (\ln {|x|})}